# Барра Шишани
Барра Шишани (араб. جماعة بارا الشيشاني; Чеченские праведники‎) — чеченский отряд террористической организации «Исламское государство», участвовавший в гражданской войне в Сирии, до 2018 года возглавляемый братом Абу Умара аш-Шишани Абу Саидом аш-Шишани, который одновременно возглавлял контрразведку ИГ. 
После разгрома основных сил ИГ базировался в провинции Идлиб, которая находится под контролем крупной джихадистской повстанческой группировки «Хайат Тахрир аш-Шам». Амир отряда был убит в Идлибе в результате боестолкновения с членами группировки «Хайат Тахрир аш-Шам» в 2018 году.

## Амиры
- Абу Саид аш-Шишани (Батирашвили, Тамаз/Абдуррахман Темурович)[7][8][9].